# Europees kampioenschap handbal mannen 2020
Het Europees kampioenschap handbal mannen van 2020 was de 14e editie van het Europees kampioenschap handbal mannen. Het toernooi werd gespeeld van 9 januari tot en met 26 januari 2020 in Oostenrijk, Noorwegen en Zweden en was het eerste toernooi waaraan 24 landen meededen. Spanje werd voor de tweede opeenvolgende keer Europees kampioen door Kroatië in de finale te verslaan.

## Speelsteden
| Stockholm          | Malmö              | Gotenburg          |
| ------------------ | ------------------ | ------------------ |
| Tele2 Arena        | Malmö Arena        | Scandinavium       |
| Capaciteit: 24.000 | Capaciteit: 14.000 | Capaciteit: 12.000 |
|                    |                    |                    |
| Wenen              | Graz               | Trondheim          |
| Wiener Stadthalle  | Graz Messe Arena   | Trondheim Spektrum |
| Capaciteit: 12.000 | Capaciteit: 6.000  | Capaciteit: 8.000  |
|                    |                    |                    |

## Gekwalificeerde teams
| Land                  | Gekwalificeerd als | Datum van kwalificatie | Aantal deelnames aan vorige toernooien                                            |
| --------------------- | ------------------ | ---------------------- | --------------------------------------------------------------------------------- |
| Oostenrijk            | Gastland           | 20 september 2014      | 3 (2010, 2014, 2018)                                                              |
| Noorwegen             | Gastland           | 20 september 2014      | 8 (2000, 2006, 2008, 2010, 2012, 2014, 2016, 2018)                                |
| Zweden                | Gastland           | 20 september 2014      | 12 (1994, 1996, 1998, 2000, 2002, 2004, 2008, 2010, 2012, 2014, 2016, 2018)       |
| Spanje                | Titelhouder        | 26 januari 2018        | 13 (1994, 1996, 1998, 2000, 2002, 2004, 2006, 2008, 2010, 2012, 2014, 2016, 2018) |
| Duitsland             | Groep 1            | 13 april 2019          | 12 (1994, 1996, 1998, 2000, 2002, 2004, 2006, 2008, 2010, 2012, 2016, 2018)       |
| Slovenië              | Groep 4            | 14 april 2019          | 11 (1994, 1996, 2000, 2002, 2004, 2006, 2008, 2010, 2012, 2016, 2018)             |
| Kroatië               | Groep 2            | 14 april 2019          | 13 (1994, 1996, 1998, 2000, 2002, 2004, 2006, 2008, 2010, 2012, 2014, 2016, 2018) |
| Noord-Macedonië       | Groep 2            | 12 juni 2019           | 5 (1998, 2012, 2014, 2016, 2018)                                                  |
| Denemarken            | Groep 8            | 12 juni 2019           | 12 (1994, 1996, 2000, 2002, 2004, 2006, 2008, 2010, 2012, 2014, 2016, 2018)       |
| Hongarije             | Groep 7            | 12 juni 2019           | 11 (1994, 1998, 2000, 2004, 2006, 2008, 2010, 2012, 2014, 2016, 2018)             |
| Letland               | Groep 4            | 12 juni 2019           | 0 Debuut                                                                          |
| Portugal              | Groep 6            | 13 juni 2019           | 5 (1994 ,2000, 2002, 2004, 2006)                                                  |
| Frankrijk             | Groep 6            | 13 juni 2019           | 13 (1994, 1996, 1998, 2000, 2002, 2004, 2006, 2008, 2010, 2012, 2014, 2016, 2018) |
| Rusland               | Groep 7            | 13 juni 2019           | 12 (1994, 1996, 1998, 2000, 2002, 2004, 2006, 2008, 2010, 2012, 2014, 2016)       |
| Tsjechië              | Groep 5            | 13 juni 2019           | 9 (1996, 1998, 2002, 2004, 2008, 2010, 2012, 2014, 2018)                          |
| Wit-Rusland           | Groep 5            | 13 juni 2019           | 5 (1994, 2008, 2014, 2016, 2018)                                                  |
| Polen                 | Groep 1            | 16 juni 2019           | 8 (2002, 2004, 2006, 2008, 2010, 2012, 2014, 2016)                                |
| Zwitserland           | Groep 2            | 16 juni 2019           | 3 (2002, 2004, 2006)                                                              |
| IJsland               | Groep 3            | 16 juni 2019           | 10 (2000, 2002, 2004, 2006, 2008, 2010, 2012, 2014, 2016, 2018)                   |
| Montenegro            | Groep 8            | 16 juni 2019           | 4 2008, 2014, 2016, 2018                                                          |
| Bosnië en Herzegovina | Groep 5            | 16 juni 2019           | 0 Debuut                                                                          |
| Servië                | Groep 2            | 16 juni 2019           | 5 (2010, 2012, 2014, 2016, 2018)                                                  |
| Nederland             | Groep 4            | 16 juni 2019           | 0 Debuut                                                                          |
| Oekraïne              | Groep 8            | 16 juni 2019           | 5 (2000, 2002, 2004, 2006, 2010)                                                  |

## Loting
De loting vond plaats op 29 juni 2019 in Wenen, Oostenrijk

## Groepsfase

### Groep A
| Pos | Team        | Wed | W | G | V | Ptn | DV | DT | +/− | Kwalificatie |
| --- | ----------- | --- | - | - | - | --- | -- | -- | --- | ------------ |
| 1   | Kroatië     | 3   | 3 | 0 | 0 | 6   | 82 | 65 | +17 | Hoofdronde   |
| 2   | Wit-Rusland | 3   | 2 | 0 | 1 | 4   | 94 | 88 | +6  | Hoofdronde   |
| 3   | Montenegro  | 3   | 1 | 0 | 2 | 2   | 70 | 84 | −14 |              |
| 4   | Servië      | 3   | 0 | 0 | 3 | 0   | 72 | 81 | −9  |              |

| Donderdag 9 januari 2020 18:15 | Wit-Rusland | 35–30   | Servië        | Stadthalle Graz, Graz Toeschouwers: 3.806 Scheidsrechters: Santos, Fonseca (POR) |
| Donderdag 9 januari 2020 18:15 | Karalek 9   | (16–15) | Radivojević 6 | Stadthalle Graz, Graz Toeschouwers: 3.806 Scheidsrechters: Santos, Fonseca (POR) |
| Donderdag 9 januari 2020 18:15 | 1× 9×       | verslag | 2× 3×         | Stadthalle Graz, Graz Toeschouwers: 3.806 Scheidsrechters: Santos, Fonseca (POR) |

| Donderdag 9 januari 2020 20:30 | Kroatië   | 27–21   | Montenegro | Stadthalle Graz, Graz Toeschouwers: 5.630 Scheidsrechters: Brunner, Salah (SUI) |
| Donderdag 9 januari 2020 20:30 | Cindrić 6 | (12–13) | Grbović 6  | Stadthalle Graz, Graz Toeschouwers: 5.630 Scheidsrechters: Brunner, Salah (SUI) |
| Donderdag 9 januari 2020 20:30 | 2×        | verslag | 3× 7×      | Stadthalle Graz, Graz Toeschouwers: 5.630 Scheidsrechters: Brunner, Salah (SUI) |

| Zaterdag 11 januari 2020 16:00 | Kroatië   | 31–23   | Wit-Rusland | Stadthalle Graz, Graz Toeschouwers: 6.000 Scheidsrechters: Bonaventura, Bonaventura (FRA) |
| Zaterdag 11 januari 2020 16:00 | Karačić 6 | (15–10) | Vailupau 8  | Stadthalle Graz, Graz Toeschouwers: 6.000 Scheidsrechters: Bonaventura, Bonaventura (FRA) |
| Zaterdag 11 januari 2020 16:00 | 4×        | verslag | 1× 5×       | Stadthalle Graz, Graz Toeschouwers: 6.000 Scheidsrechters: Bonaventura, Bonaventura (FRA) |

| Zaterdag 11 januari 2020 18:15 | Montenegro | 22–21   | Servië  | Stadthalle Graz, Graz Toeschouwers: 5.500 Scheidsrechters: Madsen, Mortensen (DEN) |
| Zaterdag 11 januari 2020 18:15 | Grbović 5  | (11–10) | Kukić 6 | Stadthalle Graz, Graz Toeschouwers: 5.500 Scheidsrechters: Madsen, Mortensen (DEN) |
| Zaterdag 11 januari 2020 18:15 | 2× 7×      | verslag | 1× 4×   | Stadthalle Graz, Graz Toeschouwers: 5.500 Scheidsrechters: Madsen, Mortensen (DEN) |

| Maandag 13 januari 2020 18:15 | Montenegro | 27–36   | Wit-Rusland | Stadthalle Graz, Graz Toeschouwers: 5.000 Scheidsrechters: Jørum, Kleven (NOR) |
| Maandag 13 januari 2020 18:15 | Lipovina 5 | (11–17) | Vailupau 7  | Stadthalle Graz, Graz Toeschouwers: 5.000 Scheidsrechters: Jørum, Kleven (NOR) |
| Maandag 13 januari 2020 18:15 | 1× 2×      | verslag | 1× 3×       | Stadthalle Graz, Graz Toeschouwers: 5.000 Scheidsrechters: Jørum, Kleven (NOR) |

| Maandag 13 januari 2020 20:30 | Servië               | 21–24   | Kroatië              | Stadthalle Graz, Graz Toeschouwers: 6.500 Scheidsrechters: Kurtagic, Wetterwik (SWE) |
| Maandag 13 januari 2020 20:30 | Kukić, Radivojević 4 | (10–8)  | Duvnjak, Stepančić 5 | Stadthalle Graz, Graz Toeschouwers: 6.500 Scheidsrechters: Kurtagic, Wetterwik (SWE) |
| Maandag 13 januari 2020 20:30 | 4× 1×                | verslag | 2× 5×                | Stadthalle Graz, Graz Toeschouwers: 6.500 Scheidsrechters: Kurtagic, Wetterwik (SWE) |

### Groep B
| Pos | Team            | Wed | W | G | V | Ptn | DV | DT | +/− | Kwalificatie |
| --- | --------------- | --- | - | - | - | --- | -- | -- | --- | ------------ |
| 1   | Oostenrijk (G)  | 3   | 3 | 0 | 0 | 6   | 98 | 87 | +11 | Hoofdronde   |
| 2   | Tsjechië        | 3   | 2 | 0 | 1 | 4   | 79 | 76 | +3  | Hoofdronde   |
| 3   | Noord-Macedonië | 3   | 1 | 0 | 2 | 2   | 79 | 84 | −5  |              |
| 4   | Oekraïne        | 3   | 0 | 0 | 3 | 0   | 74 | 83 | −9  |              |

| Vrijdag 10 januari 2020 18:15 | Tsjechië | 29–32   | Oostenrijk | Wiener Stadthalle, Wenen Toeschouwers: 7.070 Scheidsrechters: Elíasson, Pálsson (ISL) |
| Vrijdag 10 januari 2020 18:15 | Hrstka 6 | (14–13) | Bilyk 12   | Wiener Stadthalle, Wenen Toeschouwers: 7.070 Scheidsrechters: Elíasson, Pálsson (ISL) |
| Vrijdag 10 januari 2020 18:15 | 3×       | verslag | 1× 5×      | Wiener Stadthalle, Wenen Toeschouwers: 7.070 Scheidsrechters: Elíasson, Pálsson (ISL) |

| Vrijdag 10 januari 2020 20:30 | Noord-Macedonië | 26–25   | Oekraïne     | Wiener Stadthalle, Wenen Toeschouwers: 7.070 Scheidsrechters: Jørum, Kleven (NOR) |
| Vrijdag 10 januari 2020 20:30 | Lazarov 8       | (13–10) | Ostroushko 5 | Wiener Stadthalle, Wenen Toeschouwers: 7.070 Scheidsrechters: Jørum, Kleven (NOR) |
| Vrijdag 10 januari 2020 20:30 | 1× 3×           | verslag | 1× 7×        | Wiener Stadthalle, Wenen Toeschouwers: 7.070 Scheidsrechters: Jørum, Kleven (NOR) |

| Zondag 12 januari 2020 16:00 | Tsjechië   | 27–25   | Noord-Macedonië | Wiener Stadthalle, Wenen Toeschouwers: 6.642 Scheidsrechters: Kurtagic, Wetterwik (SWE) |
| Zondag 12 januari 2020 16:00 | Kašpárek 7 | (9–11)  | Lazarov 11      | Wiener Stadthalle, Wenen Toeschouwers: 6.642 Scheidsrechters: Kurtagic, Wetterwik (SWE) |
| Zondag 12 januari 2020 16:00 | 1× 6×      | verslag | 1× 3×           | Wiener Stadthalle, Wenen Toeschouwers: 6.642 Scheidsrechters: Kurtagic, Wetterwik (SWE) |

| Zondag 12 januari 2020 18:15 | Oostenrijk | 34–30   | Oekraïne     | Wiener Stadthalle, Wenen Toeschouwers: 7.078 Scheidsrechters: Bonaventura, Bonaventura (FRA) |
| Zondag 12 januari 2020 18:15 | Bilyk 10   | (18–17) | Kozakevych 7 | Wiener Stadthalle, Wenen Toeschouwers: 7.078 Scheidsrechters: Bonaventura, Bonaventura (FRA) |
| Zondag 12 januari 2020 18:15 | 1× 3×      | verslag | 4×           | Wiener Stadthalle, Wenen Toeschouwers: 7.078 Scheidsrechters: Bonaventura, Bonaventura (FRA) |

| Dinsdag 14 januari 2020 18:15 | Oostenrijk | 32–28   | Noord-Macedonië | Wiener Stadthalle, Wenen Toeschouwers: 7.623 Scheidsrechters: Lah, Sok (SLO) |
| Dinsdag 14 januari 2020 18:15 | Weber 7    | (18–12) | Stoilov 5       | Wiener Stadthalle, Wenen Toeschouwers: 7.623 Scheidsrechters: Lah, Sok (SLO) |
| Dinsdag 14 januari 2020 18:15 | 2× 4×      | verslag | 3×              | Wiener Stadthalle, Wenen Toeschouwers: 7.623 Scheidsrechters: Lah, Sok (SLO) |

| Dinsdag 14 januari 2020 20:30 | Oekraïne     | 19–23   | Tsjechië | Wiener Stadthalle, Wenen Toeschouwers: 4.097 Scheidsrechters: Santos, Fonseca (POR) |
| Dinsdag 14 januari 2020 20:30 | Kozakevych 4 | (10–9)  | Babák 6  | Wiener Stadthalle, Wenen Toeschouwers: 4.097 Scheidsrechters: Santos, Fonseca (POR) |
| Dinsdag 14 januari 2020 20:30 | 1× 5×        | verslag | 1× 3×    | Wiener Stadthalle, Wenen Toeschouwers: 4.097 Scheidsrechters: Santos, Fonseca (POR) |

### Groep C
| Pos | Team      | Wed | W | G | V | Ptn | DV  | DT | +/− | Kwalificatie |
| --- | --------- | --- | - | - | - | --- | --- | -- | --- | ------------ |
| 1   | Spanje    | 3   | 3 | 0 | 0 | 6   | 102 | 73 | +29 | Hoofdronde   |
| 2   | Duitsland | 3   | 2 | 0 | 1 | 4   | 88  | 83 | +5  | Hoofdronde   |
| 3   | Nederland | 3   | 1 | 0 | 2 | 2   | 80  | 94 | −14 |              |
| 4   | Letland   | 3   | 0 | 0 | 3 | 0   | 73  | 93 | −20 |              |

| Donderdag 9 januari 2020 18:15 | Duitsland            | 34–23   | Nederland | Trondheim Spektrum, Trondheim Toeschouwers: 4.057 Scheidsrechters: Lah, Sok (SLO) |
| Donderdag 9 januari 2020 18:15 | Häfner, Kohlbacher 5 | (15–13) | Smits 7   | Trondheim Spektrum, Trondheim Toeschouwers: 4.057 Scheidsrechters: Lah, Sok (SLO) |
| Donderdag 9 januari 2020 18:15 | 2× 5× 1×             | verslag | 2× 4×     | Trondheim Spektrum, Trondheim Toeschouwers: 4.057 Scheidsrechters: Lah, Sok (SLO) |

| Donderdag 9 januari 2020 20:30 | Spanje            | 33–22   | Letland      | Trondheim Spektrum, Trondheim Toeschouwers: 4.524 Scheidsrechters: Madsen, Mortensen (DEN) |
| Donderdag 9 januari 2020 20:30 | Fernández Pérez 5 | (14–11) | Krištopāns 7 | Trondheim Spektrum, Trondheim Toeschouwers: 4.524 Scheidsrechters: Madsen, Mortensen (DEN) |
| Donderdag 9 januari 2020 20:30 | 1× 2×             | verslag | 1× 5×        | Trondheim Spektrum, Trondheim Toeschouwers: 4.524 Scheidsrechters: Madsen, Mortensen (DEN) |

| Zaterdag 11 januari 2020 16:00 | Letland      | 24–32   | Nederland | Trondheim Spektrum, Trondheim Toeschouwers: 5.942 Scheidsrechters: Baďura, Ondogrecula (SVK) |
| Zaterdag 11 januari 2020 16:00 | Krištopāns 7 | (10–16) | Smits 7   | Trondheim Spektrum, Trondheim Toeschouwers: 5.942 Scheidsrechters: Baďura, Ondogrecula (SVK) |
| Zaterdag 11 januari 2020 16:00 | 1× 3×        | verslag | 1× 5× 1×  | Trondheim Spektrum, Trondheim Toeschouwers: 5.942 Scheidsrechters: Baďura, Ondogrecula (SVK) |

| Zaterdag 11 januari 2020 18:15 | Spanje          | 33–26   | Duitsland | Trondheim Spektrum, Trondheim Toeschouwers: 6.558 Scheidsrechters: Brunner, Salah (SUI) |
| Zaterdag 11 januari 2020 18:15 | A. Dujshebaev 7 | (14–11) | Pekeler 5 | Trondheim Spektrum, Trondheim Toeschouwers: 6.558 Scheidsrechters: Brunner, Salah (SUI) |
| Zaterdag 11 januari 2020 18:15 | 2× 4×           | verslag | 2× 4×     | Trondheim Spektrum, Trondheim Toeschouwers: 6.558 Scheidsrechters: Brunner, Salah (SUI) |

| Maandag 13 januari 2020 18:15 | Letland      | 27–28   | Duitsland | Trondheim Spektrum, Trondheim Toeschouwers: 3.540 Scheidsrechters: Elíasson, Pálsson (ISL) |
| Maandag 13 januari 2020 18:15 | Krištopāns 7 | (11–16) | Kühn 8    | Trondheim Spektrum, Trondheim Toeschouwers: 3.540 Scheidsrechters: Elíasson, Pálsson (ISL) |
| Maandag 13 januari 2020 18:15 | 1× 6×        | verslag | 2× 6×     | Trondheim Spektrum, Trondheim Toeschouwers: 3.540 Scheidsrechters: Elíasson, Pálsson (ISL) |

| Maandag 13 januari 2020 20:30 | Nederland | 25–36   | Spanje    | Trondheim Spektrum, Trondheim Toeschouwers: 3.809 Scheidsrechters: Mažeika, Gatelis (LTU) |
| Maandag 13 januari 2020 20:30 | Smits 8   | (13–17) | Maqueda 6 | Trondheim Spektrum, Trondheim Toeschouwers: 3.809 Scheidsrechters: Mažeika, Gatelis (LTU) |
| Maandag 13 januari 2020 20:30 | 2× 8×     | verslag | 2×        | Trondheim Spektrum, Trondheim Toeschouwers: 3.809 Scheidsrechters: Mažeika, Gatelis (LTU) |

### Groep D
| Pos | Team                  | Wed | W | G | V | Ptn | DV | DT | +/− | Kwalificatie |
| --- | --------------------- | --- | - | - | - | --- | -- | -- | --- | ------------ |
| 1   | Noorwegen (G)         | 3   | 3 | 0 | 0 | 6   | 94 | 80 | +14 | Hoofdronde   |
| 2   | Portugal              | 3   | 2 | 0 | 1 | 4   | 83 | 83 | 0   | Hoofdronde   |
| 3   | Frankrijk             | 3   | 1 | 0 | 2 | 2   | 82 | 79 | +3  |              |
| 4   | Bosnië en Herzegovina | 3   | 0 | 0 | 3 | 0   | 73 | 90 | −17 |              |

| Vrijdag 10 januari 2020 18:15 | Frankrijk | 25–28   | Portugal     | Trondheim Spektrum, Trondheim Toeschouwers: 7.507 Scheidsrechters: Sondors, Līcis (LAT) |
| Vrijdag 10 januari 2020 18:15 | Mem 5     | (11–12) | Branquinho 5 | Trondheim Spektrum, Trondheim Toeschouwers: 7.507 Scheidsrechters: Sondors, Līcis (LAT) |
| Vrijdag 10 januari 2020 18:15 | 2× 3×     | verslag | 1× 4×        | Trondheim Spektrum, Trondheim Toeschouwers: 7.507 Scheidsrechters: Sondors, Līcis (LAT) |

| Vrijdag 10 januari 2020 20:30 | Noorwegen  | 32–26   | Bosnië en Herzegovina | Trondheim Spektrum, Trondheim Toeschouwers: 8.232 Scheidsrechters: Schulze, Tönnies (GER) |
| Vrijdag 10 januari 2020 20:30 | Sagosen 12 | (17–12) | Prce 7                | Trondheim Spektrum, Trondheim Toeschouwers: 8.232 Scheidsrechters: Schulze, Tönnies (GER) |
| Vrijdag 10 januari 2020 20:30 | 1× 4×      | verslag | 1× 6×                 | Trondheim Spektrum, Trondheim Toeschouwers: 8.232 Scheidsrechters: Schulze, Tönnies (GER) |

| Zondag 12 januari 2020 16:00 | Portugal   | 27–24   | Bosnië en Herzegovina | Trondheim Spektrum, Trondheim Toeschouwers: 7.936 Scheidsrechters: Mažeika, Gatelis (LTU) |
| Zondag 12 januari 2020 16:00 | Portela 10 | (12–11) | Prce 5                | Trondheim Spektrum, Trondheim Toeschouwers: 7.936 Scheidsrechters: Mažeika, Gatelis (LTU) |
| Zondag 12 januari 2020 16:00 | 1× 3×      | verslag | 2× 4×                 | Trondheim Spektrum, Trondheim Toeschouwers: 7.936 Scheidsrechters: Mažeika, Gatelis (LTU) |

| Zondag 12 januari 2020 18:15 | Frankrijk  | 26–28   | Noorwegen  | Trondheim Spektrum, Trondheim Toeschouwers: 8.932 Scheidsrechters: Horáček, Novotný (CZE) |
| Zondag 12 januari 2020 18:15 | Fabregas 8 | (15–14) | Sagosen 10 | Trondheim Spektrum, Trondheim Toeschouwers: 8.932 Scheidsrechters: Horáček, Novotný (CZE) |
| Zondag 12 januari 2020 18:15 | 1× 5×      | verslag | 3× 2×      | Trondheim Spektrum, Trondheim Toeschouwers: 8.932 Scheidsrechters: Horáček, Novotný (CZE) |

| Dinsdag 14 januari 2020 18:15 | Bosnië en Herzegovina | 23–31   | Frankrijk | Trondheim Spektrum, Trondheim Toeschouwers: 7.937 Scheidsrechters: Jurinović, Mrvica (CRO) |
| Dinsdag 14 januari 2020 18:15 | Panić 9               | (13–14) | Porte 7   | Trondheim Spektrum, Trondheim Toeschouwers: 7.937 Scheidsrechters: Jurinović, Mrvica (CRO) |
| Dinsdag 14 januari 2020 18:15 | 4×                    | verslag | 2×        | Trondheim Spektrum, Trondheim Toeschouwers: 7.937 Scheidsrechters: Jurinović, Mrvica (CRO) |

| Dinsdag 14 januari 2020 20:30 | Portugal | 28–34   | Noorwegen | Trondheim Spektrum, Trondheim Toeschouwers: 9.069 Scheidsrechters: Baďura, Ondogrecula (SVK) |
| Dinsdag 14 januari 2020 20:30 | Areia 5  | (14–16) | Jøndal 7  | Trondheim Spektrum, Trondheim Toeschouwers: 9.069 Scheidsrechters: Baďura, Ondogrecula (SVK) |
| Dinsdag 14 januari 2020 20:30 | 2× 6×    | verslag | 3× 5×     | Trondheim Spektrum, Trondheim Toeschouwers: 9.069 Scheidsrechters: Baďura, Ondogrecula (SVK) |

### Groep E
| Pos | Team       | Wed | W | G | V | Ptn | DV | DT | +/− | Kwalificatie |
| --- | ---------- | --- | - | - | - | --- | -- | -- | --- | ------------ |
| 1   | Hongarije  | 3   | 2 | 1 | 0 | 5   | 74 | 67 | +7  | Hoofdronde   |
| 2   | IJsland    | 3   | 2 | 0 | 1 | 4   | 83 | 77 | +6  | Hoofdronde   |
| 3   | Denemarken | 3   | 1 | 1 | 1 | 3   | 85 | 83 | +2  |              |
| 4   | Rusland    | 3   | 0 | 0 | 3 | 0   | 76 | 91 | −15 |              |

| Zaterdag 11 januari 2020 16:00 | Hongarije | 26–25   | Rusland    | Malmö Arena, Malmö Toeschouwers: 9.202 Scheidsrechters: Jurinović, Mrvica (CRO) |
| Zaterdag 11 januari 2020 16:00 | Balogh 7  | (14–13) | Santalov 5 | Malmö Arena, Malmö Toeschouwers: 9.202 Scheidsrechters: Jurinović, Mrvica (CRO) |
| Zaterdag 11 januari 2020 16:00 | 2× 3×     | verslag | 2×         | Malmö Arena, Malmö Toeschouwers: 9.202 Scheidsrechters: Jurinović, Mrvica (CRO) |

| Zaterdag 11 januari 2020 18:15 | Denemarken  | 30–31   | IJsland       | Malmö Arena, Malmö Toeschouwers: 10.593 Scheidsrechters: Pavićević, Ražnatović (MNE) |
| Zaterdag 11 januari 2020 18:15 | M. Hansen 9 | (15–15) | Pálmarsson 10 | Malmö Arena, Malmö Toeschouwers: 10.593 Scheidsrechters: Pavićević, Ražnatović (MNE) |
| Zaterdag 11 januari 2020 18:15 | 1× 3× 1×    | verslag | 2× 4× 1×      | Malmö Arena, Malmö Toeschouwers: 10.593 Scheidsrechters: Pavićević, Ražnatović (MNE) |

| Maandag 13 januari 2020 18:15 | IJsland        | 34–23   | Rusland    | Malmö Arena, Malmö Toeschouwers: 7.099 Scheidsrechters: Nachevski, Nikolov (MKD) |
| Maandag 13 januari 2020 18:15 | drie spelers 6 | (18–11) | Kalarash 6 | Malmö Arena, Malmö Toeschouwers: 7.099 Scheidsrechters: Nachevski, Nikolov (MKD) |
| Maandag 13 januari 2020 18:15 | 2× 4×          | verslag | 3× 4×      | Malmö Arena, Malmö Toeschouwers: 7.099 Scheidsrechters: Nachevski, Nikolov (MKD) |

| Maandag 13 januari 2020 20:30 | Denemarken | 24–24   | Hongarije | Malmö Arena, Malmö Toeschouwers: 8.377 Scheidsrechters: Sondors, Līcis (LAT) |
| Maandag 13 januari 2020 20:30 | Bramming 6 | (11–13) | Balogh 7  | Malmö Arena, Malmö Toeschouwers: 8.377 Scheidsrechters: Sondors, Līcis (LAT) |
| Maandag 13 januari 2020 20:30 | 3× 2×      | verslag | 3× 4×     | Malmö Arena, Malmö Toeschouwers: 8.377 Scheidsrechters: Sondors, Līcis (LAT) |

| Woensdag 15 januari 2020 18:15 | IJsland                  | 18–24   | Hongarije | Malmö Arena, Malmö Toeschouwers: 7.587 Scheidsrechters: Marín, García (ESP) |
| Woensdag 15 januari 2020 18:15 | Pálmarsson, Sigurðsson 4 | (12–9)  | Bánhidi 8 | Malmö Arena, Malmö Toeschouwers: 7.587 Scheidsrechters: Marín, García (ESP) |
| Woensdag 15 januari 2020 18:15 | 1× 4×                    | verslag | 2× 4×     | Malmö Arena, Malmö Toeschouwers: 7.587 Scheidsrechters: Marín, García (ESP) |

| Woensdag 15 januari 2020 20:30 | Rusland  | 28–31   | Denemarken  | Malmö Arena, Malmö Toeschouwers: 8.978 Scheidsrechters: Brkić, Jusufhodžić (AUT) |
| Woensdag 15 januari 2020 20:30 | Soroka 6 | (15–12) | M. Hansen 7 | Malmö Arena, Malmö Toeschouwers: 8.978 Scheidsrechters: Brkić, Jusufhodžić (AUT) |
| Woensdag 15 januari 2020 20:30 | 3×       | verslag | 1× 2×       | Malmö Arena, Malmö Toeschouwers: 8.978 Scheidsrechters: Brkić, Jusufhodžić (AUT) |

### Groep F
| Pos | Team        | Wed | W | G | V | Ptn | DV | DT | +/− | Kwalificatie |
| --- | ----------- | --- | - | - | - | --- | -- | -- | --- | ------------ |
| 1   | Slovenië    | 3   | 3 | 0 | 0 | 6   | 76 | 67 | +9  | Hoofdronde   |
| 2   | Zweden (G)  | 3   | 2 | 0 | 1 | 4   | 81 | 68 | +13 | Hoofdronde   |
| 3   | Zwitserland | 3   | 1 | 0 | 2 | 2   | 77 | 87 | −10 |              |
| 4   | Polen       | 3   | 0 | 0 | 3 | 0   | 73 | 85 | −12 |              |

| Vrijdag 10 januari 2020 18:15 | Slovenië                 | 26–23   | Polen    | Scandinavium, Göteborg Toeschouwers: 7.276 Scheidsrechters: Horáček, Novotný (CZE) |
| Vrijdag 10 januari 2020 18:15 | Blagotinšek, Mačkovšek 5 | (13–11) | Moryto 8 | Scandinavium, Göteborg Toeschouwers: 7.276 Scheidsrechters: Horáček, Novotný (CZE) |
| Vrijdag 10 januari 2020 18:15 | 1× 5×                    | verslag | 5×       | Scandinavium, Göteborg Toeschouwers: 7.276 Scheidsrechters: Horáček, Novotný (CZE) |

| Vrijdag 10 januari 2020 20:30 | Zweden         | 34–21   | Zwitserland | Scandinavium, Göteborg Toeschouwers: 11.644 Scheidsrechters: Marín, García (ESP) |
| Vrijdag 10 januari 2020 20:30 | drie spelers 6 | (20–13) | Schmid 4    | Scandinavium, Göteborg Toeschouwers: 11.644 Scheidsrechters: Marín, García (ESP) |
| Vrijdag 10 januari 2020 20:30 | 4×             | verslag | 1×          | Scandinavium, Göteborg Toeschouwers: 11.644 Scheidsrechters: Marín, García (ESP) |

| Zondag 12 januari 2020 16:00 | Zwitserland | 31–24   | Polen   | Scandinavium, Göteborg Toeschouwers: 8.061 Scheidsrechters: Brkić, Jusufhodžić (AUT) |
| Zondag 12 januari 2020 16:00 | Schmid 15   | (14–12) | Sićko 5 | Scandinavium, Göteborg Toeschouwers: 8.061 Scheidsrechters: Brkić, Jusufhodžić (AUT) |
| Zondag 12 januari 2020 16:00 | 2× 5×       | verslag | 2× 4×   | Scandinavium, Göteborg Toeschouwers: 8.061 Scheidsrechters: Brkić, Jusufhodžić (AUT) |

| Zondag 12 januari 2020 18:15 | Zweden         | 19–21   | Slovenië  | Scandinavium, Göteborg Toeschouwers: 11.896 Scheidsrechters: Schulze, Tönnies (GER) |
| Zondag 12 januari 2020 18:15 | Gottfridsson 5 | (9–10)  | Dolenec 7 | Scandinavium, Göteborg Toeschouwers: 11.896 Scheidsrechters: Schulze, Tönnies (GER) |
| Zondag 12 januari 2020 18:15 | 1× 5×          | verslag | 2× 3×     | Scandinavium, Göteborg Toeschouwers: 11.896 Scheidsrechters: Schulze, Tönnies (GER) |

| Dinsdag 14 januari 2020 18:15 | Zwitserland | 25–29   | Slovenië  | Scandinavium, Göteborg Toeschouwers: 6.731 Scheidsrechters: Pavićević, Ražnatović (MNE) |
| Dinsdag 14 januari 2020 18:15 | Schmid 8    | (10–16) | Zarabec 6 | Scandinavium, Göteborg Toeschouwers: 6.731 Scheidsrechters: Pavićević, Ražnatović (MNE) |
| Dinsdag 14 januari 2020 18:15 | 2× 3×       | verslag | 2×        | Scandinavium, Göteborg Toeschouwers: 6.731 Scheidsrechters: Pavićević, Ražnatović (MNE) |

| Dinsdag 14 januari 2020 20:30 | Polen   | 26–28   | Zweden         | Scandinavium, Göteborg Toeschouwers: 11.061 Scheidsrechters: Nachevski, Nikolov (MKD) |
| Dinsdag 14 januari 2020 20:30 | Sićko 8 | (13–14) | vier spelers 5 | Scandinavium, Göteborg Toeschouwers: 11.061 Scheidsrechters: Nachevski, Nikolov (MKD) |
| Dinsdag 14 januari 2020 20:30 | 2× 3×   | verslag | 2× 3×          | Scandinavium, Göteborg Toeschouwers: 11.061 Scheidsrechters: Nachevski, Nikolov (MKD) |

## Hoofdronde

### Groep I
| Pos | Team           | Wed | W | G | V | Ptn | DV  | DT  | +/− | Kwalificatie           |
| --- | -------------- | --- | - | - | - | --- | --- | --- | --- | ---------------------- |
| 1   | Spanje         | 5   | 4 | 1 | 0 | 9   | 153 | 127 | +26 | Halve finales          |
| 2   | Kroatië        | 5   | 4 | 1 | 0 | 9   | 127 | 113 | +14 | Halve finales          |
| 3   | Duitsland      | 5   | 3 | 0 | 2 | 6   | 141 | 125 | +16 | Wedstrijd om 5e plaats |
| 4   | Oostenrijk (G) | 5   | 1 | 1 | 3 | 3   | 139 | 156 | −17 |                        |
| 5   | Wit-Rusland    | 5   | 1 | 1 | 3 | 3   | 138 | 160 | −22 |                        |
| 6   | Tsjechië       | 5   | 0 | 0 | 5 | 0   | 122 | 139 | −17 |                        |

1. 1 2  Kroatië 22–22 Spanje
2. 1 2  Wit-Rusland 36–36 Oostenrijk

| Donderdag 16 januari 2020 16:00 | Spanje                           | 31–25   | Tsjechië   | Wiener Stadthalle, Wenen Toeschouwers: 3.986 Scheidsrechters: Brunner, Salah (SUI) |
| Donderdag 16 januari 2020 16:00 | A. Dujshebaev, Fernández Pérez 5 | (14–9)  | Zdráhala 8 | Wiener Stadthalle, Wenen Toeschouwers: 3.986 Scheidsrechters: Brunner, Salah (SUI) |
| Donderdag 16 januari 2020 16:00 | 1× 4×                            | verslag | 2× 6×      | Wiener Stadthalle, Wenen Toeschouwers: 3.986 Scheidsrechters: Brunner, Salah (SUI) |

| Donderdag 16 januari 2020 18:15 | Kroatië  | 27–23   | Oostenrijk | Wiener Stadthalle, Wenen Toeschouwers: 8.217 Scheidsrechters: Pichon, Reveret (FRA) |
| Donderdag 16 januari 2020 18:15 | Horvat 6 | (13–8)  | Weber 6    | Wiener Stadthalle, Wenen Toeschouwers: 8.217 Scheidsrechters: Pichon, Reveret (FRA) |
| Donderdag 16 januari 2020 18:15 | 1×       | verslag | 1× 5×      | Wiener Stadthalle, Wenen Toeschouwers: 8.217 Scheidsrechters: Pichon, Reveret (FRA) |

| Donderdag 16 januari 2020 20:30 | Wit-Rusland | 23–31   | Duitsland   | Wiener Stadthalle, Wenen Toeschouwers: 5.267 Scheidsrechters: Kurtagic, Wetterwik (SWE) |
| Donderdag 16 januari 2020 20:30 | Kulesh 6    | (11–18) | Kastening 6 | Wiener Stadthalle, Wenen Toeschouwers: 5.267 Scheidsrechters: Kurtagic, Wetterwik (SWE) |
| Donderdag 16 januari 2020 20:30 | 1× 4×       | verslag | 1× 5×       | Wiener Stadthalle, Wenen Toeschouwers: 5.267 Scheidsrechters: Kurtagic, Wetterwik (SWE) |

| Zaterdag 18 januari 2020 16:00 | Wit-Rusland | 28–25   | Tsjechië   | Wiener Stadthalle, Wenen Toeschouwers: 6.007 Scheidsrechters: Mažeika, Gatelis (LTU) |
| Zaterdag 18 januari 2020 16:00 | Vailupau 6  | (13–11) | Zdráhala 7 | Wiener Stadthalle, Wenen Toeschouwers: 6.007 Scheidsrechters: Mažeika, Gatelis (LTU) |
| Zaterdag 18 januari 2020 16:00 | 2× 5×       | verslag | 1× 6×      | Wiener Stadthalle, Wenen Toeschouwers: 6.007 Scheidsrechters: Mažeika, Gatelis (LTU) |

| Zaterdag 18 januari 2020 18:15 | Spanje    | 30–26   | Oostenrijk | Wiener Stadthalle, Wenen Toeschouwers: 9.232 Scheidsrechters: Gjeding, Hansen (DEN) |
| Zaterdag 18 januari 2020 18:15 | Maqueda 6 | (17–16) | Božović 5  | Wiener Stadthalle, Wenen Toeschouwers: 9.232 Scheidsrechters: Gjeding, Hansen (DEN) |
| Zaterdag 18 januari 2020 18:15 | 3×        | verslag | 1× 2× 1×   | Wiener Stadthalle, Wenen Toeschouwers: 9.232 Scheidsrechters: Gjeding, Hansen (DEN) |

| Zaterdag 18 januari 2020 20:30 | Kroatië   | 25–24   | Duitsland      | Wiener Stadthalle, Wenen Toeschouwers: 9.307 Scheidsrechters: Santos, Fonseca (POR) |
| Zaterdag 18 januari 2020 20:30 | Karačić 7 | (11–14) | vier spelers 4 | Wiener Stadthalle, Wenen Toeschouwers: 9.307 Scheidsrechters: Santos, Fonseca (POR) |
| Zaterdag 18 januari 2020 20:30 | 2× 4×     | verslag | 2× 8×          | Wiener Stadthalle, Wenen Toeschouwers: 9.307 Scheidsrechters: Santos, Fonseca (POR) |

| Maandag 20 januari 2020 16:00 | Kroatië | 22–21   | Tsjechië   | Wiener Stadthalle, Wenen Toeschouwers: 6.862 Scheidsrechters: Kurtagic, Wetterwik (SWE) |
| Maandag 20 januari 2020 16:00 | Mamić 5 | (11–9)  | Zdráhala 7 | Wiener Stadthalle, Wenen Toeschouwers: 6.862 Scheidsrechters: Kurtagic, Wetterwik (SWE) |
| Maandag 20 januari 2020 16:00 | 1× 4×   | verslag | 1× 3×      | Wiener Stadthalle, Wenen Toeschouwers: 6.862 Scheidsrechters: Kurtagic, Wetterwik (SWE) |

| Maandag 20 januari 2020 18:15 | Wit-Rusland | 28–37   | Spanje                  | Wiener Stadthalle, Wenen Toeschouwers: 6.149 Scheidsrechters: Santos, Fonseca (POR) |
| Maandag 20 januari 2020 18:15 | Vailupau 8  | (16–17) | Fernández Pérez, Solé 7 | Wiener Stadthalle, Wenen Toeschouwers: 6.149 Scheidsrechters: Santos, Fonseca (POR) |
| Maandag 20 januari 2020 18:15 | 1× 5× 1×    | verslag | 1× 3×                   | Wiener Stadthalle, Wenen Toeschouwers: 6.149 Scheidsrechters: Santos, Fonseca (POR) |

| Maandag 20 januari 2020 20:30 | Oostenrijk | 22–34   | Duitsland   | Wiener Stadthalle, Wenen Toeschouwers: 9.037 Scheidsrechters: Nachevski, Nikolov (MKD) |
| Maandag 20 januari 2020 20:30 | Bilyk 5    | (13–16) | Kastening 6 | Wiener Stadthalle, Wenen Toeschouwers: 9.037 Scheidsrechters: Nachevski, Nikolov (MKD) |
| Maandag 20 januari 2020 20:30 | 2× 4×      | verslag | 2×          | Wiener Stadthalle, Wenen Toeschouwers: 9.037 Scheidsrechters: Nachevski, Nikolov (MKD) |

| Woensdag 22 januari 2020 16:00 | Kroatië    | 22–22   | Spanje          | Wiener Stadthalle, Wenen Toeschouwers: 7.891 Scheidsrechters: Mažeika, Gatelis (LTU) |
| Woensdag 22 januari 2020 16:00 | Karačić 10 | (11–12) | A. Dujshebaev 6 | Wiener Stadthalle, Wenen Toeschouwers: 7.891 Scheidsrechters: Mažeika, Gatelis (LTU) |
| Woensdag 22 januari 2020 16:00 | 4×         | verslag | 5×              | Wiener Stadthalle, Wenen Toeschouwers: 7.891 Scheidsrechters: Mažeika, Gatelis (LTU) |

| Woensdag 22 januari 2020 18:15 | Wit-Rusland | 36–36   | Oostenrijk | Wiener Stadthalle, Wenen Toeschouwers: 6.897 Scheidsrechters: Brunner, Salah (SUI) |
| Woensdag 22 januari 2020 18:15 | Vailupau 12 | (19–17) | Bilyk 7    | Wiener Stadthalle, Wenen Toeschouwers: 6.897 Scheidsrechters: Brunner, Salah (SUI) |
| Woensdag 22 januari 2020 18:15 | 3×          | verslag | 1× 4×      | Wiener Stadthalle, Wenen Toeschouwers: 6.897 Scheidsrechters: Brunner, Salah (SUI) |

| Woensdag 22 januari 2020 20:30 | Tsjechië | 22–26   | Duitsland | Wiener Stadthalle, Wenen Toeschouwers: 5.000 Scheidsrechters: Pavićević, Ražnatović (MNE) |
| Woensdag 22 januari 2020 20:30 | Babák 5  | (10–13) | Weber 5   | Wiener Stadthalle, Wenen Toeschouwers: 5.000 Scheidsrechters: Pavićević, Ražnatović (MNE) |
| Woensdag 22 januari 2020 20:30 | 8×       | verslag | 1× 6× 1×  | Wiener Stadthalle, Wenen Toeschouwers: 5.000 Scheidsrechters: Pavićević, Ražnatović (MNE) |

### Groep II
| Pos | Team       | Wed | W | G | V | Ptn | DV  | DT  | +/− | Kwalificatie           |
| --- | ---------- | --- | - | - | - | --- | --- | --- | --- | ---------------------- |
| 1   | Noorwegen  | 5   | 5 | 0 | 0 | 10  | 157 | 135 | +22 | Halve finales          |
| 2   | Slovenië   | 5   | 3 | 0 | 2 | 6   | 138 | 132 | +6  | Halve finales          |
| 3   | Portugal   | 5   | 2 | 0 | 3 | 4   | 146 | 142 | +4  | Wedstrijd om 5e plaats |
| 4   | Zweden (G) | 5   | 2 | 0 | 3 | 4   | 120 | 122 | −2  |                        |
| 5   | Hongarije  | 5   | 2 | 0 | 3 | 4   | 126 | 140 | −14 |                        |
| 6   | IJsland    | 5   | 1 | 0 | 4 | 2   | 126 | 142 | −16 |                        |

1. 1 2 3  Portugal 4 Ptn, +18 doelsaldo; Zweden 2 Ptn, −4 doelsaldo; Hongarije 0 Ptn, −14 doelsaldo

| Vrijdag 17 januari 2020 16:00 | Slovenië | 30–27   | IJsland   | Malmö Arena, Malmö Toeschouwers: 6.026 Scheidsrechters: Nachevski, Nikolov (MKD) |
| Vrijdag 17 januari 2020 16:00 | Bombač 9 | (15–14) | Elísson 6 | Malmö Arena, Malmö Toeschouwers: 6.026 Scheidsrechters: Nachevski, Nikolov (MKD) |
| Vrijdag 17 januari 2020 16:00 | 1× 4×    | verslag | 2× 4×     | Malmö Arena, Malmö Toeschouwers: 6.026 Scheidsrechters: Nachevski, Nikolov (MKD) |

| Vrijdag 17 januari 2020 18:15 | Noorwegen | 36–29   | Hongarije         | Malmö Arena, Malmö Toeschouwers: 8.078 Scheidsrechters: Pavićević, Ražnatović (MNE) |
| Vrijdag 17 januari 2020 18:15 | Sagosen 7 | (20–12) | Ligetvári, Nagy 5 | Malmö Arena, Malmö Toeschouwers: 8.078 Scheidsrechters: Pavićević, Ražnatović (MNE) |
| Vrijdag 17 januari 2020 18:15 | 3× 4×     | verslag | 3× 4× 1×          | Malmö Arena, Malmö Toeschouwers: 8.078 Scheidsrechters: Pavićević, Ražnatović (MNE) |

| Vrijdag 17 januari 2020 20:30 | Portugal       | 35–25   | Zweden                | Malmö Arena, Malmö Toeschouwers: 10.135 Scheidsrechters: Gubica, Milošević (CRO) |
| Vrijdag 17 januari 2020 20:30 | drie spelers 6 | (15–12) | Nilsson, Pettersson 4 | Malmö Arena, Malmö Toeschouwers: 10.135 Scheidsrechters: Gubica, Milošević (CRO) |
| Vrijdag 17 januari 2020 20:30 | 1× 5×          | verslag | 1× 2×                 | Malmö Arena, Malmö Toeschouwers: 10.135 Scheidsrechters: Gubica, Milošević (CRO) |

| Zondag 19 januari 2020 14:00 | Portugal         | 25–28   | IJsland    | Malmö Arena, Malmö Toeschouwers: 6.199 Scheidsrechters: Horáček, Novotný (CZE) |
| Zondag 19 januari 2020 14:00 | Areia, Martins 4 | (12–14) | Smárason 8 | Malmö Arena, Malmö Toeschouwers: 6.199 Scheidsrechters: Horáček, Novotný (CZE) |
| Zondag 19 januari 2020 14:00 | 2× 4×            | verslag | 3× 4×      | Malmö Arena, Malmö Toeschouwers: 6.199 Scheidsrechters: Horáček, Novotný (CZE) |

| Zondag 19 januari 2020 16:15 | Slovenië  | 28–29   | Hongarije | Malmö Arena, Malmö Toeschouwers: 8.304 Scheidsrechters: Raluy, Sabroso (ESP) |
| Zondag 19 januari 2020 16:15 | Dolenec 8 | (16–13) | Bánhidi 9 | Malmö Arena, Malmö Toeschouwers: 8.304 Scheidsrechters: Raluy, Sabroso (ESP) |
| Zondag 19 januari 2020 16:15 | 2× 5×     | verslag | 2× 5×     | Malmö Arena, Malmö Toeschouwers: 8.304 Scheidsrechters: Raluy, Sabroso (ESP) |

| Zondag 19 januari 2020 18:30 | Noorwegen | 23–20   | Zweden   | Malmö Arena, Malmö Toeschouwers: 10.141 Scheidsrechters: Geipel, Helbig (GER) |
| Zondag 19 januari 2020 18:30 | Sagosen 8 | (12–8)  | Pellas 5 | Malmö Arena, Malmö Toeschouwers: 10.141 Scheidsrechters: Geipel, Helbig (GER) |
| Zondag 19 januari 2020 18:30 | 2× 5×     | verslag | 2× 1×    | Malmö Arena, Malmö Toeschouwers: 10.141 Scheidsrechters: Geipel, Helbig (GER) |

| Dinsdag 21 januari 2020 16:00 | Portugal | 24–29   | Slovenië | Malmö Arena, Malmö Toeschouwers: 3.001 Scheidsrechters: Gjeding, Hansen (DEN) |
| Dinsdag 21 januari 2020 16:00 | Gomes 6  | (15–14) | Janc 7   | Malmö Arena, Malmö Toeschouwers: 3.001 Scheidsrechters: Gjeding, Hansen (DEN) |
| Dinsdag 21 januari 2020 16:00 | 1× 5×    | verslag | 2× 4×    | Malmö Arena, Malmö Toeschouwers: 3.001 Scheidsrechters: Gjeding, Hansen (DEN) |

| Dinsdag 21 januari 2020 18:15 | Noorwegen | 31–28   | IJsland       | Malmö Arena, Malmö Toeschouwers: 4.725 Scheidsrechters: Raluy, Sabroso (ESP) |
| Dinsdag 21 januari 2020 18:15 | Sagosen 9 | (19–12) | Guðmundsson 6 | Malmö Arena, Malmö Toeschouwers: 4.725 Scheidsrechters: Raluy, Sabroso (ESP) |
| Dinsdag 21 januari 2020 18:15 | 2× 6×     | verslag | 1× 4×         | Malmö Arena, Malmö Toeschouwers: 4.725 Scheidsrechters: Raluy, Sabroso (ESP) |

| Dinsdag 21 januari 2020 20:30 | Hongarije | 18–24   | Zweden                 | Malmö Arena, Malmö Toeschouwers: 6.977 Scheidsrechters: Horáček, Novotný (CZE) |
| Dinsdag 21 januari 2020 20:30 | Szita 4   | (9–10)  | Gottfridsson, Pellas 5 | Malmö Arena, Malmö Toeschouwers: 6.977 Scheidsrechters: Horáček, Novotný (CZE) |
| Dinsdag 21 januari 2020 20:30 | 3×        | verslag | 1×                     | Malmö Arena, Malmö Toeschouwers: 6.977 Scheidsrechters: Horáček, Novotný (CZE) |

| Woensdag 22 januari 2020 16:00 | Portugal  | 34–26   | Hongarije         | Malmö Arena, Malmö Toeschouwers: 2.930 Scheidsrechters: Geipel, Helbig (GER) |
| Woensdag 22 januari 2020 16:00 | Moreira 7 | (16–14) | Balogh, Bánhidi 5 | Malmö Arena, Malmö Toeschouwers: 2.930 Scheidsrechters: Geipel, Helbig (GER) |
| Woensdag 22 januari 2020 16:00 | 3×        | verslag | 2×                | Malmö Arena, Malmö Toeschouwers: 2.930 Scheidsrechters: Geipel, Helbig (GER) |

| Woensdag 22 januari 2020 18:15 | Noorwegen   | 33–30   | Slovenië        | Malmö Arena, Malmö Toeschouwers: 4.824 Scheidsrechters: Pichon, Reveret (FRA) |
| Woensdag 22 januari 2020 18:15 | Gulliksen 7 | (14–13) | Cehte, Kodrin 5 | Malmö Arena, Malmö Toeschouwers: 4.824 Scheidsrechters: Pichon, Reveret (FRA) |
| Woensdag 22 januari 2020 18:15 | 1× 3×       | verslag | 1× 3×           | Malmö Arena, Malmö Toeschouwers: 4.824 Scheidsrechters: Pichon, Reveret (FRA) |

| Woensdag 22 januari 2020 20:30 | IJsland                 | 25–32   | Zweden    | Malmö Arena, Malmö Toeschouwers: 7.153 Scheidsrechters: Gubica, Milošević (CRO) |
| Woensdag 22 januari 2020 20:30 | Elísson, Kristjánsson 5 | (11–18) | Nilsson 7 | Malmö Arena, Malmö Toeschouwers: 7.153 Scheidsrechters: Gubica, Milošević (CRO) |
| Woensdag 22 januari 2020 20:30 | 2×                      | verslag | 1× 4×     | Malmö Arena, Malmö Toeschouwers: 7.153 Scheidsrechters: Gubica, Milošević (CRO) |

## Eindfase
|  | Halve finale | Halve finale |              |    | Finale | Finale |
|  |              |              |              |    |        |        |
|  | 24 januari   |              |              |    |        |        |
|  |              |              |              |    |        |        |
|  | Spanje       | 34           |              |    |        |        |
|  | Spanje       | 34           | 26 januari   |    |        |        |
|  | Slovenië     | 32           |              |    |        |        |
|  | Slovenië     | 32           | Spanje       | 22 |        |        |
|  | 24 januari   |              | Spanje       | 22 |        |        |
|  |              | Kroatië      | 20           |    |        |        |
|  | Noorwegen    | Kroatië      | 20           | 28 |        |        |
|  | Noorwegen    |              |              | 28 |        |        |
|  | Kroatië (ET) | 29           |              |    |        |        |
|  | Kroatië (ET) | 29           | Troostfinale |    |        |        |
|  |              |              |              |    |        |        |
|  | 25 januari   |              |              |    |        |        |
|  |              |              |              |    |        |        |
|  | Slovenië     | 20           |              |    |        |        |
|  | Slovenië     | 20           |              |    |        |        |
|  | Noorwegen    | 28           |              |    |        |        |

### Halve finales
| Vrijdag 24 januari 2020 18:00 | Noorwegen                                | 28–29 (n.2V.) | Kroatië   | Tele2 Arena, Stockholm Toeschouwers: 16.573 Scheidsrechters: Raluy, Sabroso (ESP) |
| Vrijdag 24 januari 2020 18:00 | Sagosen 10                               | (10–12)       | Duvnjak 8 | Tele2 Arena, Stockholm Toeschouwers: 16.573 Scheidsrechters: Raluy, Sabroso (ESP) |
| Vrijdag 24 januari 2020 18:00 | 3× 4×                                    | verslag       | 2× 6×     | Tele2 Arena, Stockholm Toeschouwers: 16.573 Scheidsrechters: Raluy, Sabroso (ESP) |
| Vrijdag 24 januari 2020 18:00 | Regulier: 23–23 Verlenging(en): 3–3, 2–3 |               |           | Tele2 Arena, Stockholm Toeschouwers: 16.573 Scheidsrechters: Raluy, Sabroso (ESP) |

| Vrijdag 24 januari 2020 20:30 | Spanje         | 34–32   | Slovenië  | Tele2 Arena, Stockholm Toeschouwers: 16.573 Scheidsrechters: Horáček, Novotný (CZE) |
| Vrijdag 24 januari 2020 20:30 | drie spelers 6 | (20–15) | Dolenec 7 | Tele2 Arena, Stockholm Toeschouwers: 16.573 Scheidsrechters: Horáček, Novotný (CZE) |
| Vrijdag 24 januari 2020 20:30 | 3×             | verslag | 2× 4×     | Tele2 Arena, Stockholm Toeschouwers: 16.573 Scheidsrechters: Horáček, Novotný (CZE) |

### Wedstrijd om 5e plaats
| Zaterdag 25 januari 2020 16:00 | Duitsland | 29–27   | Portugal         | Tele2 Arena, Stockholm Toeschouwers: 7.710 Scheidsrechters: Kurtagic, Wetterwik (SWE) |
| Zaterdag 25 januari 2020 16:00 | Kühn 6    | (14–13) | Borges, Ferraz 4 | Tele2 Arena, Stockholm Toeschouwers: 7.710 Scheidsrechters: Kurtagic, Wetterwik (SWE) |
| Zaterdag 25 januari 2020 16:00 | 1× 3×     | verslag | 1× 4×            | Tele2 Arena, Stockholm Toeschouwers: 7.710 Scheidsrechters: Kurtagic, Wetterwik (SWE) |

### Wedstrijd om 3e plaats
| Zaterdag 25 januari 2020 18:30 | Slovenië | 20–28   | Noorwegen | Tele2 Arena, Stockholm Toeschouwers: 13.094 Scheidsrechters: Geipel, Helbig (GER) |
| Zaterdag 25 januari 2020 18:30 | Bombač 5 | (9–12)  | Jøndal 7  | Tele2 Arena, Stockholm Toeschouwers: 13.094 Scheidsrechters: Geipel, Helbig (GER) |
| Zaterdag 25 januari 2020 18:30 | 3× 4×    | verslag | 1× 5×     | Tele2 Arena, Stockholm Toeschouwers: 13.094 Scheidsrechters: Geipel, Helbig (GER) |

### Finale
| Zondag 26 januari 2020 16:30 | Spanje  | 22–20   | Kroatië   | Tele2 Arena, Stockholm Toeschouwers: 17.769 Scheidsrechters: Nachevski, Nikolov (MKD) |
| Zondag 26 januari 2020 16:30 | Gómez 5 | (12–11) | Duvnjak 5 | Tele2 Arena, Stockholm Toeschouwers: 17.769 Scheidsrechters: Nachevski, Nikolov (MKD) |
| Zondag 26 januari 2020 16:30 | 2×      | verslag | 2×        | Tele2 Arena, Stockholm Toeschouwers: 17.769 Scheidsrechters: Nachevski, Nikolov (MKD) |

## Eindrangschikking en onderscheidingen

### Eindrangschikking
| Rang | Ploeg                 |
| ---- | --------------------- |
|      | Spanje                |
|      | Kroatië               |
|      | Noorwegen             |
| 4    | Slovenië              |
| 5    | Duitsland             |
| 6    | Portugal              |
| 7    | Zweden                |
| 8    | Oostenrijk            |
| 9    | Hongarije             |
| 10   | Wit-Rusland           |
| 11   | IJsland               |
| 12   | Tsjechië              |
| 13   | Denemarken            |
| 14   | Frankrijk             |
| 15   | Noord-Macedonië       |
| 16   | Zwitserland           |
| 17   | Nederland             |
| 18   | Montenegro            |
| 19   | Oekraïne              |
| 20   | Servië                |
| 21   | Polen                 |
| 22   | Rusland               |
| 23   | Bosnië en Herzegovina |
| 24   | Letland               |

| Europees kampioen 2020 · Spanje · 2e titel Selectie: Gonzalo Pérez de Vargas, Jorge Maqueda, Ángel Fernández Pérez, Raúl Entrerríos, Alex Dujshebaev, Daniel Sarmiento Melián, Rodrigo Corrales, Julen Aguinagalde, Ferran Solé, Iosu Goñi Leoz, Adrià Figueras, Joan Cañellas, Viran Morros, Aleix Gómez, Aitor Ariño, Gedeón Guardiola, Daniel Dujshebaev. · Bondscoach: Jordi Ribera. |

|  | Gekwalificeerd voor het wereldkampioenschap 2021 en de Olympische Zomerspelen 2020                       |
|  | Gekwalificeerd voor het wereldkampioenschap 2021 en het kwalificatietoernooi Olympische Zomerspelen 2020 |
|  | Gekwalificeerd voor het kwalificatietoernooi Olympische Zomerspelen 2020                                 |

1. 1 2 3 4 5  Heeft zich gekwalificeerd voor het kwalificatietoernooi olympische zomerspelen 2020 als een van de ploegen die is geëindigd op plaats 2 t/m 7 bij het wereldkampioenschap 2019
2. ↑  Heeft zich gekwalificeerd voor het wereldkampioenschap 2021 en de Olympische Zomerspelen 2020 als winnaar van het wereldkampioenschap 2019

### Onderscheidingen

#### All-Star Team
| Positie       | Speler                  |
| ------------- | ----------------------- |
| Keeper        | Gonzalo Pérez de Vargas |
| Rechterhoek   | Blaž Janc               |
| Rechteropbouw | Jorge Maqueda           |
| Middenopbouw  | Igor Karačić            |
| Linkeropbouw  | Sander Sagosen          |
| Linkerhoek    | Magnus Jøndal           |
| Cirkelloper   | Bence Bánhidi           |

#### Awards
| Award                    | speler                    |
| ------------------------ | ------------------------- |
| Meest waardevolle speler | Domagoj Duvnjak           |
| Beste verdediger         | Hendrik Pekeler           |
| Topscorer                | Sander Sagosen (65 goals) |

## Statistieken

### Topscorers
| Rang | Naam            | Goals | Schoten | %  |
| ---- | --------------- | ----- | ------- | -- |
| 1    | Sander Sagosen  | 65    | 104     | 63 |
| 2    | Mikita Vailupau | 47    | 63      | 75 |
| 3    | Nikola Bilyk    | 46    | 64      | 72 |
| 4    | Jure Dolenec    | 42    | 66      | 64 |
| 5    | Alex Dujshebaev | 37    | 59      | 63 |
| 5    | Artsem Karalek  | 37    | 50      | 74 |
| 5    | Ondřej Zdráhala | 37    | 59      | 63 |
| 8    | Domagoj Duvnjak | 36    | 54      | 67 |
| 8    | Magnus Jøndal   | 36    | 50      | 72 |
| 10   | Robert Weber    | 35    | 48      | 73 |

### Top goalkeepers
| Rang | Naam                    | %  | Reddingen | Schoten |
| ---- | ----------------------- | -- | --------- | ------- |
| 1    | Nebojša Grahovac        | 40 | 12        | 30      |
| 2    | Johannes Bitter         | 35 | 43        | 123     |
| 2    | Niklas Landin Jacobsen  | 35 | 34        | 98      |
| 4    | Torbjørn Bergerud       | 34 | 90        | 265     |
| 4    | Andreas Palicka         | 34 | 44        | 128     |
| 6    | Mikael Appelgren        | 33 | 39        | 117     |
| 6    | Gonzalo Pérez de Vargas | 33 | 66        | 199     |
| 8    | Rodrigo Corrales        | 32 | 41        | 130     |
| 8    | Klemen Ferlin           | 32 | 86        | 272     |
| 10   | Vincent Gérard          | 31 | 24        | 77      |
| 10   | Adam Morawski           | 31 | 26        | 83      |
| 10   | Alfredo Quintana        | 31 | 84        | 271     |
| 10   | Nebojša Simić           | 31 | 32        | 103     |

## Organisatie
De organisatie (Österreichischer Handballbund) van de wedstrijden gespeeld in de speelsteden Graz en Wenen, ontving een subsidie van € 1.150.000 (2018: € 250.000, 2019: € 750.000, 2022: € 51.533,39) vanuit de federale overheid van Oostenrijk, in het kader van een subsidieregeling voor grote sportevenementen.